# 情書 (1997年電影)
情書（：／ Pyeonji */?），原名信（The Letter） ，是一部1997年韓國電影，由崔真實和朴新陽主演。2004年被泰國翻拍，也取名為情書。

## 故事
正艷與煥友是一對快樂的新婚夫妻，一日煥友突然倒下，送醫診斷後確認是惡性腦瘤後過世。正艷精神崩潰後自殺，因朋友來訪救起而未遂。朋友在信箱中發現了已死去的煥友寄給正艷的信，信中訴出對正艷的愛。在收到第二封信後，正艷發現自己懷孕，她決心要生下煥友的遺腹子而重新振作。而最後一封信是捲錄影帶，說明信是他在病中瞞著正艷拜託他人在自己死後寄的，他約定要和正艷在未來再相遇。

## 演員
- 崔真實 飾演李正艷 （Jung-in）
- 朴新陽 飾演曹煥友 （Hwan-yoo）
- 崔用閔（朝鲜语：최용민）
- Lee Jun-seop
- Song Gwang-su
- Nam Sang-mi
- Park Jong-cheol
- Lee Sang-u
- Kim Young-dae
- Lee In-ock

## 票房
本片在南韓於1997年11月22日上映，共有724,474人次入場觀看，使其成為當年最賣座的韓國國產片，與全韓國第四賣座的電影（第一名是《侏罗纪公园：失落的世界》）。當年第二賣座的韓國國產片是《傷心街角戀人》，這兩部都是韓國當地在1993年後首度突破600,000人次的電影。

## 另見
- P.S. 我愛你

## 外部連結
- 互联网电影数据库（IMDb）上《情書》的资料（英文）
- 韩国电影数据库（KMDb）上《情書》的資料